# Durotrigi

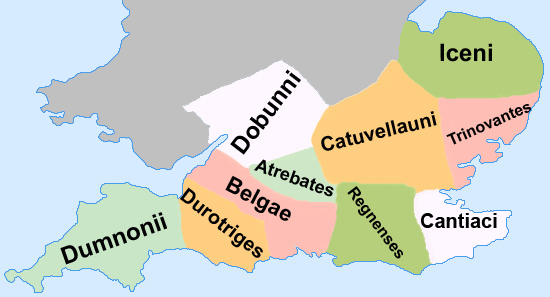
Tribù celtiche nell'Inghilterra meridionale

I Durotrigi furono una delle tribù celtiche che vivevano nelle isole britanniche prima della invasione romana della Britannia. La tribù viveva nell'attuale Dorset, sud Wiltshire e Somerset meridionale. Dopo la conquista romana, le loro principali civitates, o insediamenti incentrati su unità amministrative, furono Durnovaria (attuale Dorchester, "la probabile capitale originaria") e Lindinis (attuale Ilchester, "della cui prima, lo status sconosciuto fu perciò accresciuto").
I Durotrigi furono più una confederazione tribale che una vera e propria tribù. Essi furono uno dei pochi gruppi che fecero coniazioni prima della conquista romana e furono parte della "periferia" culturale, come li caratterizzò Barry Cunliffe, attorno al "gruppo nucleare" di Britanni del sud. Queste monete furono piuttosto semplici e non ebbero nessuna iscrizione, e di conseguenza nessun nome di coloro che l'ebbero emesse può essere noto, o lasciare una sola testimonianza riguardo a monarchi o governanti. Tuttavia, i Durotrigi presentavano una società stabile, basata sulla coltivazione delle terre circondati e protetti da robuste "fortificazioni collinari" (hill forts) che erano ancora in uso nel 43 a.C. Maiden Castle è un esempio sopravvissuto di uno di queste hill fort.
L'area dei Durotrigi viene identificata in parte dalle monete: poche monete dei Durotrigi sono state trovate nell'area "nucleare", dove esse erano apparentemente inaccettabili e furono riconiate. Al loro nord ed est c'erano gli Atrebati, oltre l'Avon e il suo tributario Wylye: "l'antica divisione è oggi riflessa nella divisione della contea tra Wiltshire e Somerset." La "Nuova Foresta" (New Forest) potrebbe avere fornito una zona tampone, come poteva fare una fitta foresta sul Continente. Il loro principale sbocco per il commercio attraverso La Manica, forte nella prima metà del I secolo a.C., (quando venne introdotto il tornio da vasaio) esaurendosi nei decenni successivi prima dell'avvento dei Romani, fu a Hengistbury Head. La testimonianza numismatica mostra un progressivo deprezzamento della monetazione, suggerendo limitazione economica accompagnata dall'aumento dell'isolamento culturale. Le analisi della struttura delle ceramiche dei Durotrigi fanno pensare a Cunliffe, la cui produzione era sempre più centralizzata, a Poole Harbour (Cunliffe 2005:183). La cerimonia funebre dei Durotrigi avveniva con l'inumazione, con un ultimo pasto rituale fornito anche sotto circostanze di scarsità, come nelle otto sepolture a Maiden Castle, compiute immediatamente dopo l'attacco romano.
Non sorprende il fatto che i Durotrigi resistettero all'invasione romana nel 43 d.C., e lo storico Svetonio riporta qualche scontro fra la tribù e la seconda legione Augusta, allora comandata da Vespasiano. Dal 70 d.C., la tribù venne ormai romanizzata e sicuramente inclusa nella provincia romana di Britannia. Nell'area tribale i Romani esplorarono alcune miniere cercando di sostenere un'industria locale di ceramica.